# Delara
Amanda Delara Nikman, nota semplicemente come Delara (in persiano آماندا دلارا نیکمن‎; Skövde, 14 giugno 1997), è una cantante norvegese con cittadinanza iraniana.

## Biografia
Nata in Svezia e di origini iraniane, Amanda Delara è salita alla ribalta nel 2017 grazie al singolo Gunerius, che è stato certificato doppio disco di platino dalla IFPI Norge con oltre 120 000 copie vendute in Norvegia. Il singolo successivo, New Generation, è invece disco d'oro. Ha promosso la sua musica partecipando a vari festival estivi in Norvegia nell'estate del 2018, per poi intraprendere la sua prima tournée come headliner nell'autunno successivo.
Nel 2017 Amanda Delara è stata nominata ai premi P3 Gull per il miglior artista esordiente dell'anno. L'anno successivo anno ha ricevuto una candidatura ai Spellemannprisen, il principale riconoscimento musicale norvegese, per il miglior artista pop.

## Discografia

### Album in studio
- 2023 – Shahrazad

### EP
- 2017 – Rebel
- 2018 – Running Deep
- 2020 – Et lite stykke Norge
- 2021 – Timepiece

### Singoli
- 2017 – Paper Paper
- 2017 – Dirhamz
- 2017 – Gunerius
- 2017 – New Generation
- 2018 – We Don't Run from Anyone
- 2018 – Keep Your Dollars
- 2018 – Soldiers
- 2020 – Tell Me One Thing
- 2020 – Checka (con Loredana)
- 2021 – Shark Tank
- 2021 – Swole
- 2021 – Gone for the Night (con Adaam e Robbz x Brookz)
- 2022 – People Come and Go
- 2023 – Josefin
- 2023 – Unbound
- 2023 – Didn't You Know
- 2023 – Kalash (feat. Beam)
- 2024 – Volare
- 2024 – Siste dans
- 2025 – Tæt på (con Tobias Rahim)